# Ron Glass
Ronald Earle Glass, detto Ron (Evansville, 10 luglio 1945 – Los Angeles, 25 novembre 2016), è stato un attore statunitense noto principalmente per il ruolo del detective Ron Harris nella sitcom Barney Miller e del pastore Derrial Book nei fantawestern Firefly e Serenity.

## Biografia

### Infanzia e gioventù
Nato a Evansville, Indiana, da Crump e Lethia Glass, Ron si diplomò nel 1964 presso il Saint Francis Seminary in Ohio ed ha successivamente frequentato la University of Evansville, conseguendo un Bachelor of Arts e la doppia laurea in arti drammatiche e letteratura. Stando a quanto dichiarato dall'uomo, la sua decisione di diventare attore risale al periodo del college, quando, spronato da un insegnante che apprezzava molto il suo timbro vocale, partecipò al provino per una rappresentazione scolastica ottenendo la parte.
Anni dopo la fine dell'università, grazie al suo lavoro al cinema e in televisione, l'istituto gli conferì la sua più alta onorificenza: la Medaglia d'Onore.
Praticò il Buddhismo Nichiren e fu membro della Soka Gakkai Internazionale.

### Carriera
Il suo debutto teatrale avviene negli anni settanta presso il Guthrie Theater di Minneapolis. Successivamente si trasferisce a Hollywood e, dal 1972, inizia a comparire in qualità di guest star in serie televisive quali Sanford and Son, Hawaii Squadra Cinque Zero, Arcibaldo, The Bob Newhart Show e Good Times. Tra il 1975 e il 1982 interpreta il detective Harris in Barney Miller, ruolo che gli conferisce una certa popolarità. Terminata la trasmissione della serie ottiene la parte di Felix Unger in The New Odd Couple, poco longevo remake de La strana coppia; inoltre compare in un episodio di Ai confini della realtà.
Nel 1992 compare nella sitcom Rhythm & Blues al fianco di Roger Kabler, mentre nel 1996 entra nel cast di Mr. Rhodes, col cabarettista Tom Rhodes. Nel 1999 impersona inoltre Russell, l'avvocato divorzista di Ross Geller in Friends.

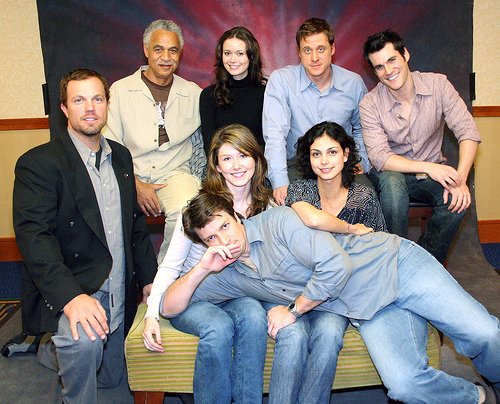
Glass (in alto a sinistra) assieme al resto del cast di Firefly.

Parallelamente compare in una dozzina di serie TV, tra le quali figurano 8 sotto un tetto (1989), Un angelo poco... custode (1997-1998), Star Trek: Voyager (2000) e Rude Awakening (2001). La svolta arriva tuttavia nel 2002, quando interpreta il ruolo del pastore cristiano dal passato misterioso Derrian Book nel fantawestern di Joss Whedon Firefly; serie da cui, seppur cancellata dopo soli quattordici episodi, nel 2005 viene tratto un film: Serenity.
Ron Glass ha inoltre prestato la voce al personaggio di Randy Carmichael nelle serie d'animazione Nickelodeon I Rugrats e I Rugrats da grandi, nonché a Garth nel videogioco Fable II.
Nel 2008 è comparso nel film La terrazza sul lago al fianco di Samuel L. Jackson, mentre nel 2010 ne Il funerale è servito con Chris Rock; entrambe pellicole dirette da Neil LaBute.
Morì per insufficienza respiratoria il 25 novembre 2016, all'età di 71 anni.

## Filmografia

### Attore

#### Cinema
- The Crazy World of Julius Vrooder, regia di Arthur Hiller (1974)
- Sound of Sunshine - Sound of Rain, regia di Caroline Heyward - cortometraggio (1983)
- Dal profondo dello spazio (Deep Space), regia di Fred Olen Ray (1987)
- Scappa e vinci (Houseguest), regia di Randall Miller (1995)
- Un party per Nick (It's My Party), regia di Randal Kleiser (1996)
- Forza d'urto 2 (Back in Business), regia di Philippe Mora (1997)
- Deal of a Lifetime, regia di Paul Levine (1999)
- Unbowed, regia di Nanci Rossov (1999)
- Serenity, regia di Joss Whedon (2005)
- La terrazza sul lago (Lakeview Terrace), regia di Neil LaBute (2008)
- Il funerale è servito (Death at a Funeral), regia di Neil LaBute (2010)

#### Televisione
- Sanford and Son - serie TV, 2 episodi (1972-1974)
- Arcibaldo (All in the Family) - serie TV, episodio 3x21 (1973)
- Beg, Borrow, or Steal, regia di David Lowell Rich - film TV (1973)
- Shirts/Skins, regia di William A. Graham - film TV (1973)
- Maude - serie TV, episodio 2x06 (1973)
- Hawaii Squadra Cinque Zero (Hawaii Five-O) - serie TV, episodio 6x07 (1973)
- The Bob Newhart Show - serie TV, episodio 2x11 (1973)
- Griff - serie TV, episodio 1x08 (1973)
- Insight - serie TV, 2 episodi (1973-1975)
- The New Adventures of Perry Mason - serie TV, episodio 1x14 (1974)
- Change at 125th Street, regia di Bob LaHendro e Michael Schultz - film TV (1974)
- Good Times - serie TV, 2 episodi (1974)
- Le strade di San Francisco ( The Streets of San Francisco) - serie TV, 3 episodi (1974-1976)
- Let's Switch!, regia di Alan Rafkin - film TV (1975)
- Foster and Laurie, regia di John Llewellyn Moxey - film TV (1975)
- Le rocambolesche avventure di Robin Hood contro l'odioso sceriffo (When Things Were Rotten) - serie TV, episodio 1x13 (1975)
- Barney Miller - serie TV, 164 episodi (1975-1982)
- SOS Miami Airport (The Crash of Flight 401), regia di Barry Shear - film TV (1976)
- Cuore e batticuore (Hart to Hart) - serie TV, episodio 3x03 (1981)
- The New Odd Couple - serie TV, 18 episodi (1982-1983)
- Gus Brown and Midnight Brewster, regia di James Fargo - film TV (1985)
- Ai confini della realtà (The Twilight Zone) - serie TV, episodio 1x12 (1985)
- Perry Mason: Assassinio in diretta (Perry Mason: The Case of the Shooting Star), regia di Ron Satlof - film TV (1986)
- 227 - serie TV, 2 episodi (1987)
- Sonny Spoon - serie TV, episodio 2x07 (1988)
- 8 sotto un tetto (Family Matters) - serie TV, episodio 1x10 (1989)
- Amen - serie TV, 4 episodi (1989-1991)
- Adam-12 - serie TV, episodio 1x23 (1991)
- La signora in giallo (Murder, She Wrote) - serie TV, episodio 8x13 (1992)
- The Royal Family - serie TV, episodio 1x09 (1992)
- Rhythm & Blues - serie TV, 13 episodi (1992-1993)
- Quattro donne in carriera (Designing Women) - serie TV, episodio 6x17 (1993)
- Mr. Rhodes - serie TV, 17 episodi (1996-1997)
- The Practice - Professione avvocati (The Practice) - serie TV, episodio 2x01 (1997)
- Un angelo poco... custode (Teen Angel) - serie TV, 17 episodi (1997-1998)
- Incognito, regia di Julie Dash - film TV (1999)
- Twice in a Lifetime - serie TV, episodio 1x06 (1999)
- Friends - serie TV, 2 episodi (1999)
- Jack & Jill - serie TV, episodio 1x13 (2000)
- Zoe, Duncan, Jack & Jane - serie TV, episodio 2x11 (2000)
- Star Trek: Voyager - serie TV, episodio 7x08 (2000)
- Rude Awakening - serie TV, episodio 3x15 (2001)
- Prima o poi divorzio! (Yes, Dear) - serie TV, episodio 1x15 (2001)
- The Education of Max Bickford - serie TV, episodio 1x01 (2001)
- Firefly - serie TV, 13 episodi (2002-2003)
- The Division - serie TV, episodio 4x19 (2004)
- Secret History of Religion: Doomsday - Book of Revelation, regia di Michael S. Ojeda - film TV (2006)
- Secret History of Religion: Knights Templar, regia di Michael S. Ojeda - film TV (2006)
- Shark - Giustizia a tutti i costi (Shark) - serie TV, 3 episodi (2006-2007)
- Dirty Sexy Money - serie TV, 2 episodi (2008)
- CSI: NY - serie TV, episodio 7x11 (2011)
- Agents of S.H.I.E.L.D. - serie TV, 2 episodi (2013-2014)
- Major Crimes - serie TV, episodio 2x09 (2013)
- CSI - Scena del crimine (CSI: Crime Scene Investigation) - serie TV, episodio 14x16 (2014)

### Doppiatore
- I Rugrats (Rugrats) - serie TV, 4 episodi (1993-1999)
- Aladdin - serie TV, episodio 1x02 (1994)
- Le avventure di Superman (Superman: The Animated Series) - serie TV, episodio 2x02 (1997)
- Ricreazione - La scuola è finita (Recess: School's Out), regia di Chuck Sheetz (2001)
- La famiglia Proud (The Proud Family) - serie TV, 2 episodi (2001)
- I Rugrats da grandi (All Grown Up!) - serie TV, 12 episodi (2004-2008)
- Fable II - videogame (2008)
- Strange Frame: Love & Sax, regia di G. B. Hajim (2012)

## Doppiatori italiani
Nelle versioni in italiano delle opere in cui ha recitato, Ron Glass è stato doppiato da:
- Vittorio Congia in Firefly
- Stefano De Sando in Serenity
- Luciano De Ambrosis in CSI: NY
- Dario Penne in Major Crimes
- Luca Biagini in CSI - Scena del crimine

Da doppiatore è stato sostituito da:
- Tony Fuochi in Fable II